# Riemvasmaak
Riemvasmaak is een dorp gelegen in de gemeente Kai !Garib in de Zuid-Afrikaanse provincie Noord-Kaap. Het ligt vlak bij de grens met Namibië en 12 km noordoostelijk van de samenvloeiing van de Moloporivier met de Oranjerivier, nabij de Augrabieswaterval.

## Geschiedenis
Oorspronkelijk is het dorp gesticht, in het begin van de jaren 1930, door mensen met een afkomst van de Xhosa, Khoisan en kleurlingen. Volgens de overlevering heeft het dorp zijn naam gekregen toen een oude Damara, die aan reumatiek leed, een mineraalbad wilde nemen in een fontein (bron) gelegen aan de loop van de Moloporivier. Op die plaats was de rivier diep doordat hij ter plaatse door een diepe kloof vloeide. De man heeft daarom een aantal riemen aan elkaar geknopt om zich daarmee vanaf de rivieroever te laten zakken naar de bron. De Khoikhoi naam voor Riemvasmaak is "Konkaib"; deze naam is in onbruik geraakt toen de mensen Afrikaans zijn begonnen te spreken.
In het begin van de jaren 1970 zijn de inwoners gedwongen verhuisd uit het gebied omdat het Zuid-Afrikaanse leger het gebied als militair oefenterrein had verklaard. Gedurende 1994 hebben de mensen echter een rechtszaak over landteruggave gewonnen. Zij mochten vervolgens weer terugkeren naar hun grond bij Riemvasmaak.